# Alaeddin Pascià
Alaeddin Pascià conosciuto anche come Hacı Kemalettin oğlu Alaeddin Pascià o Alaeddin bin Hacı Kemalletin, letteralmente "figlio di Hacı Kemalettin" (Çandar (presunto), ... – ...; fl. XIV secolo) è stato un politico ottomano.
Fu il primo gran visir ottomano. Il nome di suo padre era Kemalettin (in arabo: كمال الدين "perfezione della fede"). Probabilmente era della città di Cendere , da dove ha avuto origine anche la famosa famiglia Çandarlı. Era un faqih (esperto di diritto islamico). Fu nominato visir durante gli ultimi anni del regno di Osman I (probabilmente nel 1320). Ha continuato durante il regno di Orhan Bey. Poiché c'era un solo visir nel diwan durante i primi anni del beylik ottomano, il suo titolo non era in realtà gran visir, ma il suo posto era equivalente a quello dei successivi gran visir. Per questo motivo, è conosciuto come il primo gran visir dell'Impero Ottomano.
Ha fondato il primo esercito permanente per il sultano ottomano, che in seguito sarebbe diventato il corpo dei giannizzeri. Il nuovo corpo indossava berretti bianchi in contrasto con i precedenti soldati turkmeni con il berretto rosso. Il servizio di Alaeddin come gran visir terminò prima del 1333.
Alcune fonti affermano che Alaaeddin Pascià fosse il fratello di Orhan. Sebbene Orhan avesse un fratellastro di nome Alaeddin Pascià, costui e il visir Alaeddin non sono ritenuti essere la stessa persona.